# Skiflug-Weltmeisterschaft 2026
Die Skiflug-Weltmeisterschaft 2026 soll nach Angaben der FIS 2026 in Oberstdorf auf der Heini-Klopfer-Skiflugschanze stattfinden.